# بطولة تونس للكرة الطائرة للرجال 1968-1969
بطولة تونس للكرة الطائرة للرجال 1968-1969 هو الموسم رقم 14 من بطولة تونس للكرة الطائرة للرجال.

فاز بهذا الموسم الترجي الرياضي التونسي.

## روابط خارجية
- الموقع الرسمي للجامعة التونسية للكرة الطائرة.